# 1100 هـ
ألف ومئة 1100 هـ هي سنة في التقويم الهجري امتدت مقابلةً في التقويم الميلادي بين سنتي 1688 و 1689.

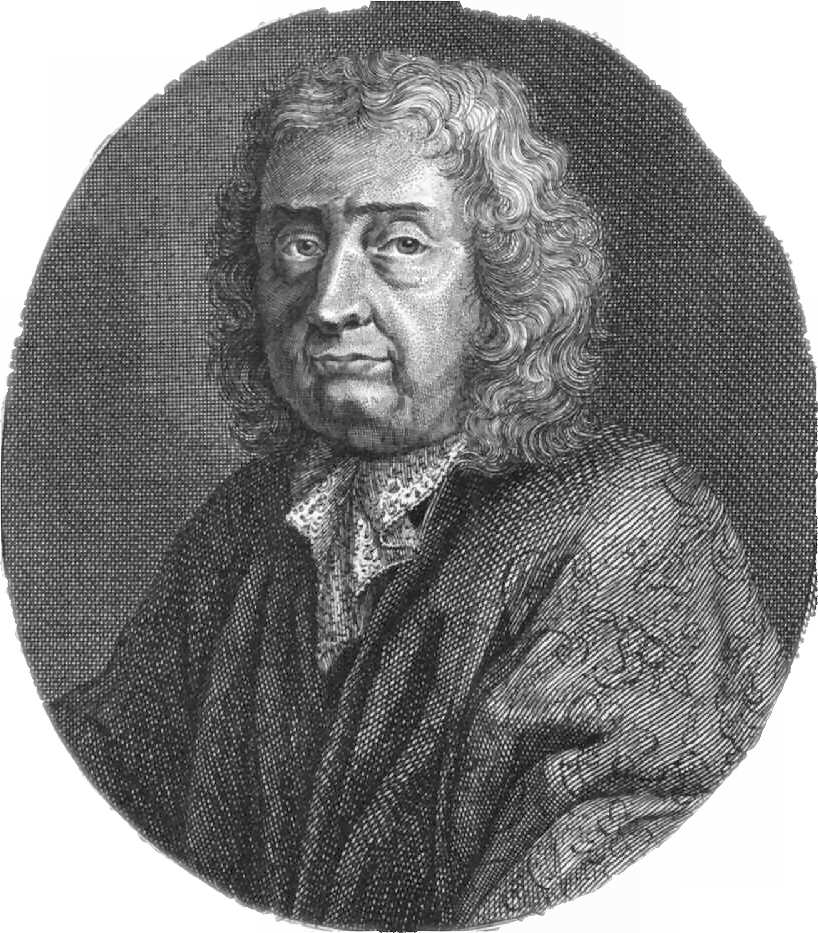
تافرنييه

## أحداث
- اليابان تقوم بخلع الشعار الياباني القديم وتبدله بشعار آخر.

## مواليد
- فيصل بن عبد الوهاب أخ الشيخ محمد بن عبد الوهاب.

## وفيات
- تافرنييه
- عيسى الأردبيلي
- فرج الله الحويزي